# Brasserie Augrenoise
 (mars 2021).
Si vous disposez d'ouvrages ou d'articles de référence ou si vous connaissez des sites web de qualité traitant du thème abordé ici, merci de compléter l'article en donnant les références utiles à sa vérifiabilité et en les liant à la section « Notes et références ».
La Brasserie Augrenoise est une microbrasserie  belge située dans le village de Casteau faisant partie de la commune de Soignies en province de Hainaut. Elle a la particularité d'être le résultat d'un projet d'intégration d'adultes handicapés dans le monde du travail.

## Histoire
La brasserie a été fondée en 2001 dans un bâtiment de la Maison Saint-Alfred en tant que projet d'intégration de personnes handicapées adultes . La bière est brassée une fois par mois selon des méthodes traditionnelles. L'équipement de brassage se compose de chaudières en acier inoxydable d'une laiterie industrielle. Les réservoirs inférieurs proviennent de la brasserie expérimentale de la Katholieke Universiteit Leuven. 
Le nom de la brasserie et des différentes bières vient de L'Augrenée, lieu où la brasserie se situe le long de la N.6 Bruxelles-Mons. Un groupe de bénévoles appelés les Saugrenus fait fonctionner la brasserie en encadrant les personnes handicapées.

## Bières
La Brasserie Augrenoise produit et commercialise quatre bières artisanales :
- Augrenoise, une bière blonde titrant 6,5 % en vol. d'alcool
- Augrenoise de Noël ou Cuvée des Saugrenus, une bière blonde de saison titrant 9,5 % en vol. d'alcool
- Augrenette, une bière blanche titrant 4,5 % en vol. d'alcool
- Augrenelle, une bière de table titrant 2,5 % en vol. d'alcool

## Source et lien externe
- (nl) Bieren en Brouwerijen van België – Adelijn Calderon – 2009 –  (ISBN 978-90-7713-518-1)